# 鹿
鹿是偶蹄目反刍亚目中的一类区别于牛、羊等的动物。在不同情况下，鹿的概念的外延广狭多有不同：
- 《中国大百科全书》依照动物分类学进行定义，释鹿为“偶蹄目鹿科动物的统称”。《现代汉语词典》也定义到科。
- 动物学专著《中国鹿类动物》把鹿类动物定义为“反刍亚目的鹿上科，包括麝科和鹿科动物”，定义到总科。
- 汉语的基本范畴中，鹿的外延则较广，鼷鹿和长颈鹿等也被包括在内，相当于反刍亚目内牛科和叉角羚科之外的所有动物的统称。

具体的科属分类系统如下：
反刍亚目 Ruminantia
鼷鹿总科 Traguloidea
鼷鹿科 Tragulidae
长颈鹿总科 Giraffoidea
长颈鹿科 Giraffidae
鹿总科 Cervoidea
麝科 Moschidae
麝属 Moschus
鹿科 Cervidae
獐亚科 Hydropotinae
獐属 Hydropotes
鹿亚科 Cervinae
麂族 Muntiacini
毛冠鹿属 Elaphodus
麂属 Muntiacus
鹿族 Cervini
轴鹿属 Axis
鹿属 Cervus
麋鹿属 Elaphurus
美洲鹿亚科 Odocoileinae
狍族 Capreolini
狍属 Capreolus
驼鹿族 Alcini
驼鹿属 Alces
美洲鹿族 Odocoileini
驯鹿属 Rangifer